# Johann Georg Däringer
Johann Georg Däringer (* 20. April 1759 in Ried im Innkreis; † 13. Jänner 1809 in Wieden) war ein österreichischer Historienmaler.

## Leben

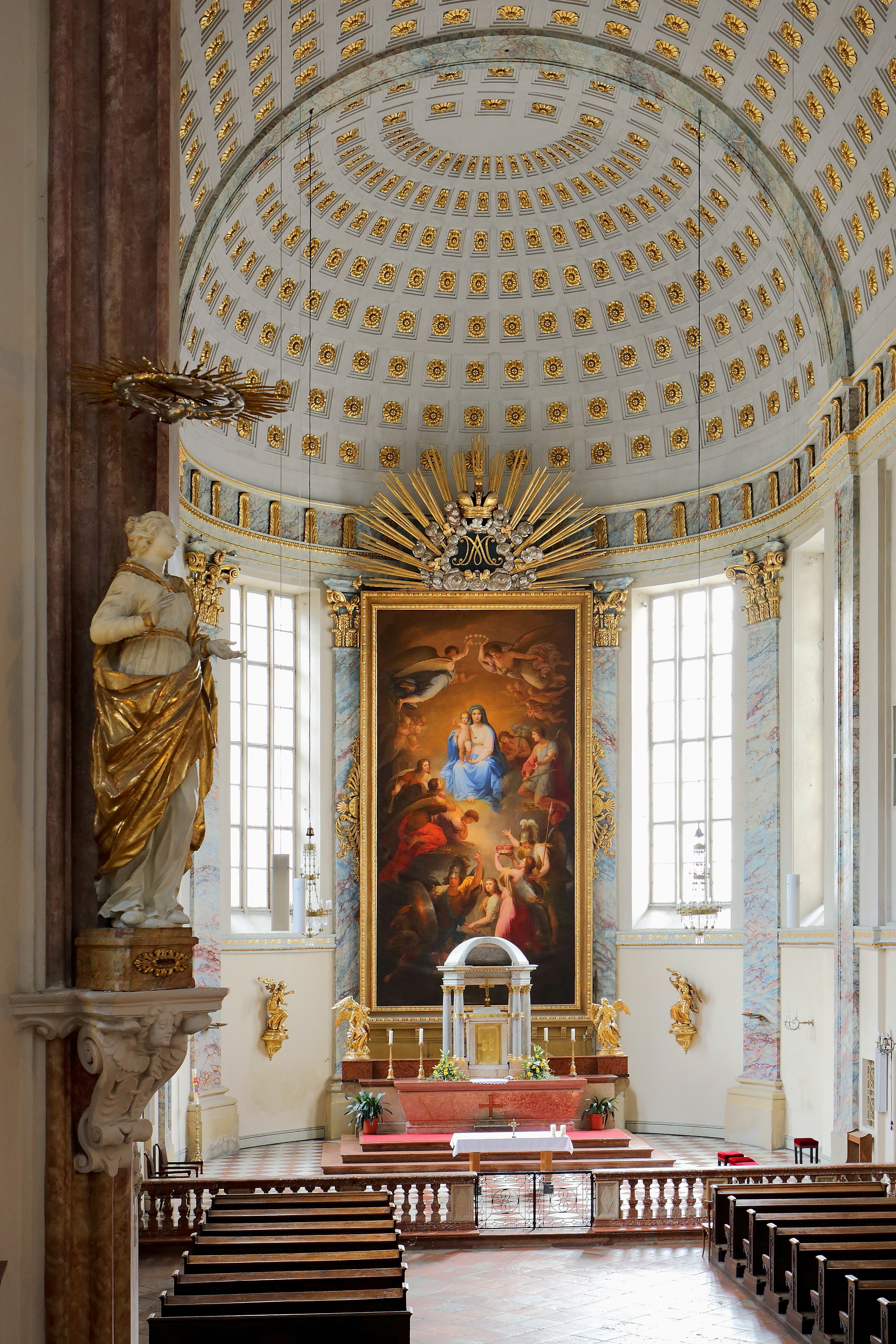
Hochaltarbild in der Kirche am Hof (1789)

Däringer war ein Waisenkind. Er kam um 1780 nach Wien und erhieltr ab 1786 unter Hubert Maurer eine Ausbildung an der Akademie der bildenden Künste Wien. Im Jahr 1801 wurde er zum provisorischen Korrektor an der Akademie ernannt und 1808/1809 zum wirklichen. Er fertigte insbesondere Altarbilder, so beispielsweise im Jahr 1789 das Hochaltarbild für die ehemalige Jesuitenkirche (Kirche am Hof). Weitere Werke schuf er für die Pfarrkirche St. Bartholomäus in Wien oder für Kirchen in Ungarn und Mähren. Er gewann 1792 und 1794 jeweils einen Hofpreis 2. Klasse.
Werke
- Herkules bezwingt den Riesen Cacus, Öl auf Leinwand, GG-125
- 1789: Maria als Königin der Engel (nach einer Skizze von Hubert Maurer), Wien, Kirche am Hof, ehemalige Jesuitenkirche
- Johann von Nepumuck St. Bartholomäus (Wien-Hernals)[4]
- Erzengel Michael Pfarrkirche Hadres
- Seitenaltäre in der Pfarrkirche „Mariä Heimsuchung“, Zwittau in Mähren[5]